# Poiana Blenchii, Sălaj
Poiana Blenchii este satul de reședință al comunei cu același nume din județul Sălaj, Transilvania, România.